# هينوفيتون
هينوفيتون (الاسم العلمي: Henophyton) هو جنس من النباتات المزهرة ينتمي إلى العائلة الكرنبية. موطنه الأصلي هو شمال إفريقيا، حيث يوجد في الجزائر وليبيا والمغرب وتونس.
سُمي جنس هينوفيتون تكريما لـجان بابتيست أدريان هينون (1821-1896)، وهو مترجم عسكري فرنسي ومدرس للغة العربية في الجزائر وجامع للنباتات. نُشر عن هذا النوع من النباتات لأول مرة في مجلة جمعية علم النبات في فرنسا المجلد 2 على الصفحة 625 في عام 1855.

## انظر ايضا
- أتريمة
- مشعلية